# 黄晓炎
黄晓炎（1960年9月—），福建南安人。1982年11月加入中国共产党。福建师范大学地理系地理专业毕业，大学学历。历任共青团泉州市委书记、福建省委副书记、书记，省青联主席，福建省旅游局局长、龙岩市委副书记、代市长、市长等职。
2012年1月任中共福建省龙岩市委书记。2014年9月17日，因涉嫌严重违纪接受组织调查。经查，黄晓炎收受贿赂并与他人通奸，2015年5月被开除党籍和公职。